# Афроамериканские имена
Афроамериканские имена являются частью традиций афроамериканской культуры. Хотя многие чёрные американцы используют имена, широко распространённые в американской культуре в целом, существуют определённые тенденции, характерные исключительно для афроамериканской культуры. Для многих афроамериканцев характерные имена являются признаком культурной идентичности. С другой стороны, носители ярко выраженных афроамериканских имён подвергаются различным формам дискриминации на рынке труда США.

## История
Широко распространено мнение, что до 1950-х и 1960-х годов большинство афроамериканских личных имён были такими же, как и у белых американцев. Более того, даже среди белых в то время набор имён был относительно небольшим и консервативным, и часто детям наряду с именами давали прозвища, чтобы различать разных людей с похожими именами. Иммигранты и культурные меньшинства часто также давали имена своим детям или изменяли собственные имена и даже фамилии таким образом, чтобы выглядеть «своими» в англоязычном американском окружении.
Хотя большинство исследователей считают массовое появление «чисто афроамериканских» имён относительно недавним явлением (с конца 1960-х гг.), недавние исследования (Cook et al.) показали, что отдельные характерные имена начали использоваться уже на рубеже XIX—XX веков. В тот период процент чернокожих с «небелыми» именами был близок к современным показателям. Однако те имена уже давно не в ходу, и с 1920-х годов возникает «ассимиляционная» тенденция, когда чёрные брали типично белые имена; будучи социально сегрегированными во многих штатах, они пытались преодолеть социальную стигматизацию. По мнению Paustian, в афроамериканских именах наблюдаются те же тенденции, как и в англоязычной культуре Западной Африки.
С подъёмом в 1960-х годы движения за равные гражданские права произошёл резкий скачок в создании совершенно новых афроамериканских имён различного происхождения. Жан Твенге, профессор Университета Сан-Диего, считает, что сдвиг в сторону уникальных афроамериканских имён произошёл под влиянием культурного сдвига в США в целом, когда индивидуальность стала цениться выше, чем соответствие нормам общины.
В 2004 году Fryer et al. опубликовали исследование резкого изменения в традициях имён в начале 1970-х годов, что характеризовалось возникновением множества «чисто афроамериканских» имён, особенно в расово однородных районах с низким доходом. По их мнению, явление объясняется тем, что самовосприятие чернокожих всё больше ассоциировалось с движением «Чёрная сила».

## Влияния и традиции
Либерсон и Майкельсон из Гарвардского университета проанализировали чёрные имена и установили, что новообразованные имена в той или иной степени следуют уже существовавшим в Северной Америке традициям имён.

### Французский язык
Многие новообразованные имена имели французское происхождение (что восходило ещё к традициям Французской Луизианы, где был изначально высокий процент чернокожих). Среди исторически французских имён — такие, как Моник, Шанталь, Андре и Антуан; они настолько распространились в афроамериканской культуре, что многие американцы стали воспринимать их исключительно как «чёрные имена». Эти имена часто имеют разные варианты написания, такие как Antwan (исторически Antoine) или Shauntelle (исторически Chantal).

### Испанский язык
Рост латиноамериканского населения США и расширение сферы употребления испанского языка в стране привели к росту популярности испанских имён (Juanita, Lakita), их элементов (-ita) и прочих квази-испанских производных, часто образованных от англифицированных испанских фамилий (мужские имена Kyontez, Cortez, Antonio, Ricardo, Marquez, Germario).

### Афроцентричные и оригинальные имена

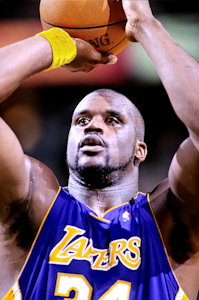
Баскетболист Шакил О’Нил. Shaquille, сокращенно «Shaq», — новое афро-американское (во «французском» стиле) написание ранее известного имени Shakil (мусульманского по происхождению)

Афроцентристское движение 1970-х годов ознаменовалось появлением среди афроамериканцев как имён собственно африканского происхождения, так и имён, которые «звучали по-африкански». Ряд имён — такие, как Ашанти, происходят непосредственно из африканской культуры. Движение «Черная сила» вдохновило многих на то, чтобы гордиться своим наследием. Социолог Гарвардского университета Стэнли Либерсон отметил, что в 1977 году резко возросла популярность имени Киззи после выхода книги и телесериала «Корни».
В 1970-х и 1980-х годов среди афроамериканцев возникла мода придумывать новые имена. Многие из придуманных имён были сконструированы из элементов уже существующих имён. Часто новые имена образовывались добавлением префиксов к уже существующим. Наиболее распространённые префиксы La/Le, Da/De, Ra/Re, или Ja/Je; суффиксы: -ique/iqua, -isha, -aun/-awn. Кроме того, для создания новых имён часто использовались общеизвестные, но в необычной орфографии. Согласно книге Baby Names Now: From Classic to Cool—The Very Last Word on First Names, префикс «Ла», наиболее частый для женских имён, восходит к афро-американской культуре в Новом Орлеане.
Примеры имён, образованных с помощью префиксов: LaKeisha, LaTanisha, DeShawn, JaMarcus, DeAndre, Shaniqua. Нередко в имена добавляются избыточные апострофы или дефисы (первое является особо характерным маркером афроамериканских имен), например, Mo’nique и D’Andre.
В своем словаре афроамериканских имён Cenoura утверждает, что в начале XXI века афроамериканские имена, как правило, «происходили из сочетания двух и более имён, или сконструированы из сочетания имён с характерными префиксами и суффиксами…». Такие префиксы, как «Da», «La» и т. п. происходят, очевидно, от французского наследия в Луизиане. Например, можно добавить префикс к обычному имени Шон, записанному не традиционно (Sean), а фонетически — и получится новое имя «DaShawn». Уменьшительно-ласкательные суффиксы французского, испанского и шотландского происхождения (например, «-ita»), могут присоединяться непосредственно к префиксу или имени. Как правило, имена придумывались таким образом, чтобы легко идентифицировать пол носителя. Например, по образцу испанского языка, мужские имена часто заканчиваются на «о», например, Кармелло, а женские имена оканчиваются на «а», например Джеретта. В именах могут использоваться апострофы (по образцу ирландских, французских и итальянских фамилий), например, «D’Andre» и «Rene’e». Два имени могут быть объединены (с усечением окончаний), например, из имён «Раймонд» и «Ивонна» может получиться «Rayvon».
Наконец, популярным способом создания новых имён является необычное правописание традиционных американских имён (например, Tereasa вместо Theresa / Teresa). Практика использования разнообразных вариантов написания имени распространена и среди белых американцев, однако в среде афроамериканцев нередко возникают совершенно новые, ранее неизвестные варианты написания имён.

### Мусульманские имена

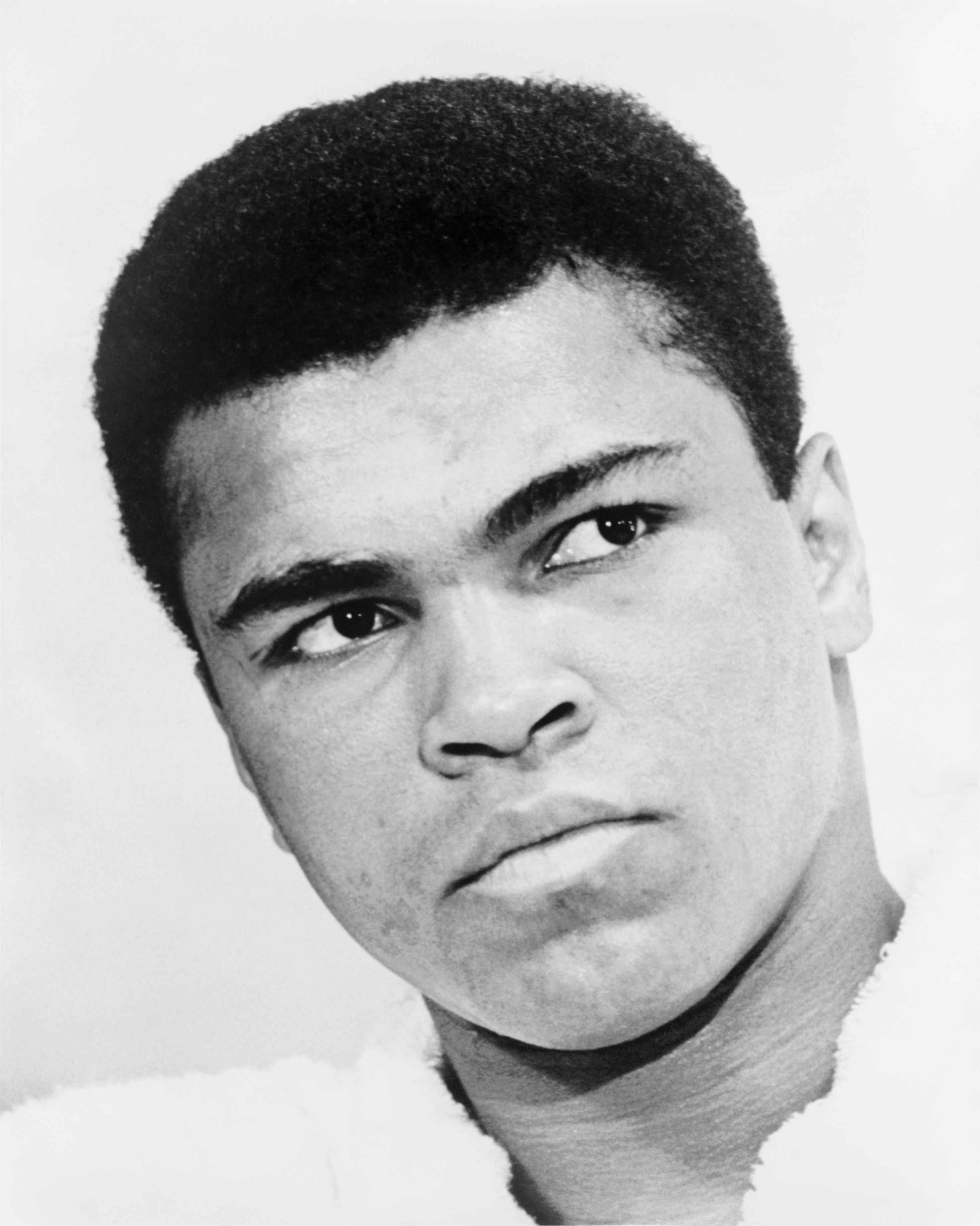
Мухаммед Али — новое имя, которое принял боксёр Кассиус Клей в 1964 году, что способствовало популярности мусульманских имен в афроамериканской культуре

Ислам в XX веке также оказал влияние на афроамериканские традиции имён. Арабские имена вошли в афроамериканскую культуру вместе с подъёмом движения «Нация ислама». Среди имён, пришедших в чёрную культуру из ислама — женские Аиша, Алия, мужские — Хаким, Рашад, Джамал и др. Употребление исламских имен в США однако подчёркивает явное небелое происхождение носителя имени, а значит делает его носителя уязвимей в процессе приёма на работу.
Ряд афроамериканских знаменитостей стали принимать мусульманские имена; среди них были, например, Мухаммед Али, который принял это имя в 1964 году вместо прежнего «белого» имени Кассиус Марселлус Клей-младший; Карим Абдул-Джаббар (ранее Лью Алсиндор); Амири Барака (ранее Лерой Джонс). Несмотря на мусульманское происхождение этих имен и ту роль, которую «Нация ислама» играла в движении за гражданские права, многие мусульманские имена, такие как Джамал и Малик, стали популярными среди темнокожих американцев в целом, без привязки к исламу и вне зависимости от вероисповедания. Исламские имена могут смешиваться с неисламскими суффиксами и префиксами, допускать вариации в орфографии, образуя, например, мужское имя Даким (Dhakeim).

### Европейские и библейские имена
Несмотря на рост новообразованных имён, в афроамериканской культуре по-прежнему используются библейские, исторические или европейские имена. Дэниел, Кристофер, Майкл, Дэвид, Джеймс, Джозеф и Мэттью были одними из самых распространенных имён среди афроамериканских мальчиков в 2013 году. Данные имена считаются типично «белыми», и к ним прибегают с целью повысить шансы на успех в карьерном плане.

## Отношение в обществе
Реакция общества на рост популярности афроамериканских имён неоднозначна, в том числе и среди самих афроамериканцев. Одни исследователи указывают на стигматизацию данных имён из-за их связи с гетто-сообществом, которое подвергается различным формам скрытой и явной дискриминации со стороны белого большинства в США, в особенности при просмотре резюме в процессе приёма на работу. Другие оценивают их своеобразие и считают их продуктом развития эклектичной афроамериканской культуры.

## Дальнейшее чтение
- Norman, Teresa. The African-American Baby Name Book (англ.). — Berkley Books[англ.]. — ISBN 0425159396.
- Zulu, Itibari M. Synergizing Culture: African American Cultural Recovery through African Name Acquisition and Usage (англ.) // Africology: The Journal of Pan African Studies : journal. — 2017. — July (vol. 10). — P. 128—154.